# Rivière-Verte
Rivière-Verte es una parroquia canadiense situada en la provincia de Nuevo Brunswick.

## Superficie
Rivière-Verte tiene una superficie de 715,72 km².

## Demografía
En 2021, tenía 657 habitantes, una densidad poblacional de 0,9 hab./km², y 324 viviendas.